# Colobothea plagiata
Colobothea plagiata är en skalbaggsart som beskrevs av Aurivillius 1902. Colobothea plagiata ingår i släktet Colobothea och familjen långhorningar. Inga underarter finns listade i Catalogue of Life.